# Carlos Morales
Carlos R Morales é professor de tecnologia de computadores na Universidade de Purdue, Estados Unidos, onde ensina desenvolvimento de jogos para dispositivos móveis.
Trabalhou na empresa High Voltage Software, desenvolvendo jogos para consolas, e é autor dos livros Mobile 3D Game Development: From Start to Market, (2007) com David Nelson (Charles River Media - ISBN 978-1584505129), e Web Design & Development Using XHTML (2002), com  J. Griffin e J. Finnegan (Franklin, Beedle and Associates - ISBN  1-887902-57-0).